# Dieter Georg Baumewerd

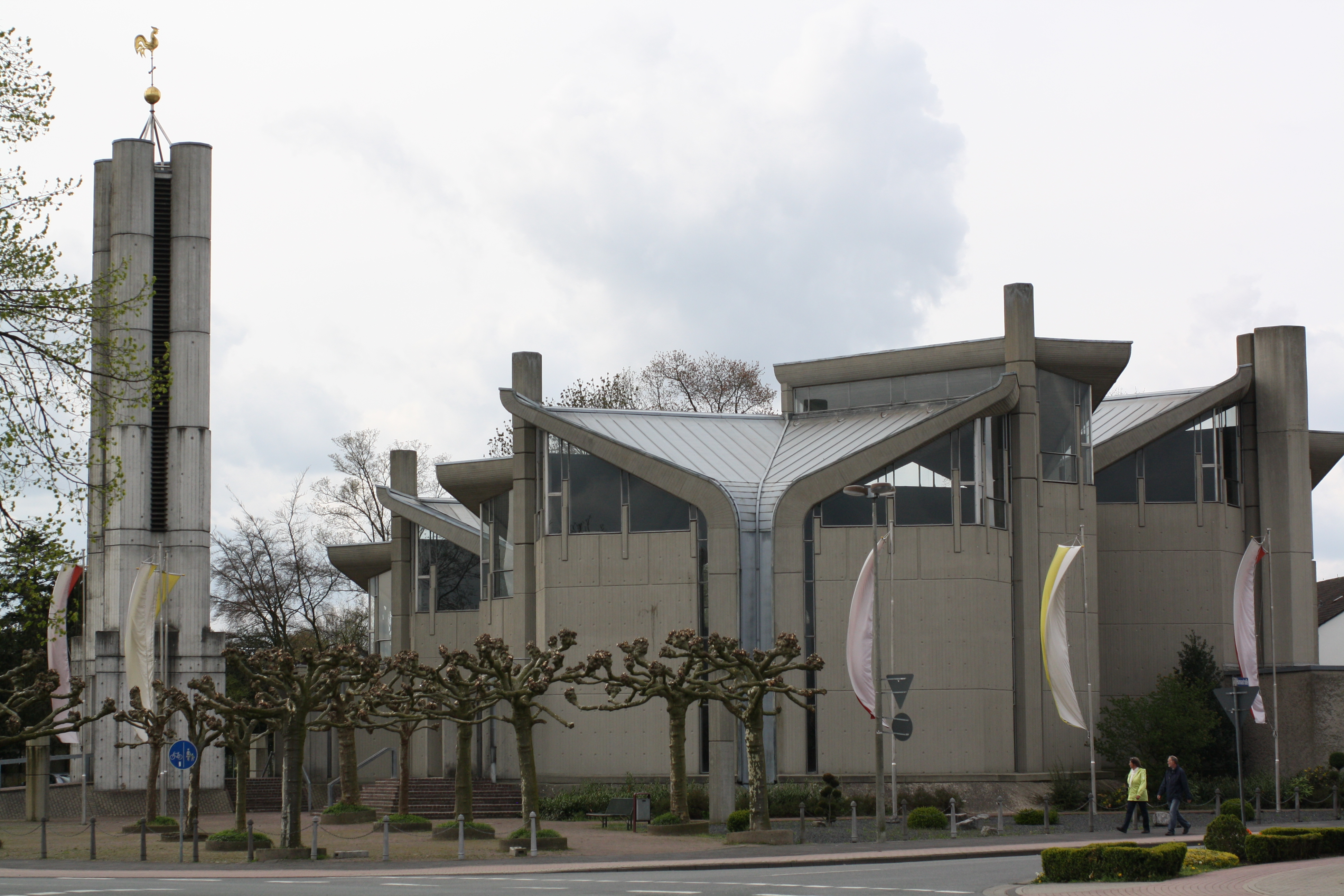
Heilig-Geist-Kirche Emmerich-Leegmeer, Turm nachträglich hinzugefügt

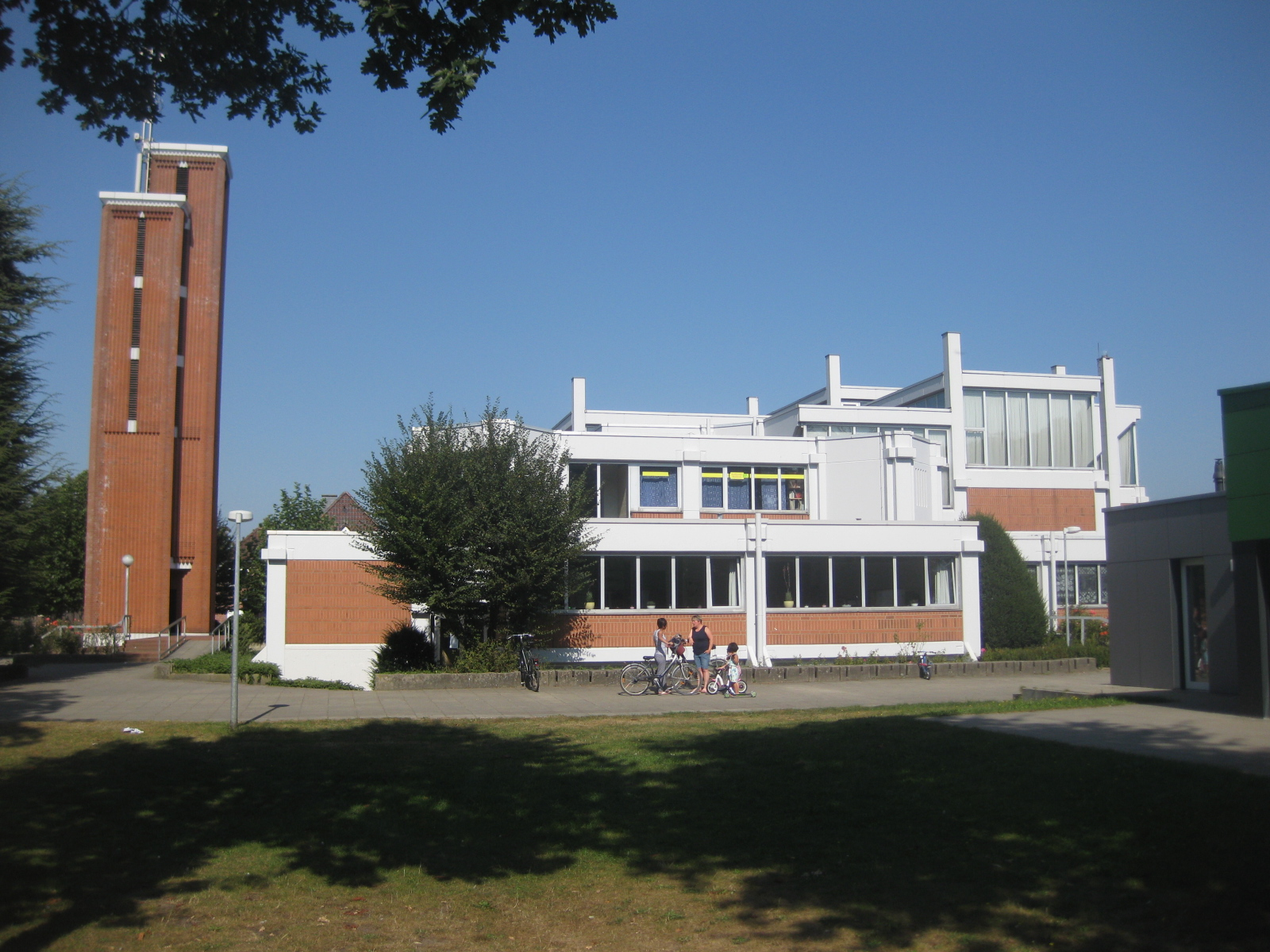
Kirche und Gemeindezentrum Hl. Geist, Emsdetten (Turm nachträglich gebaut)

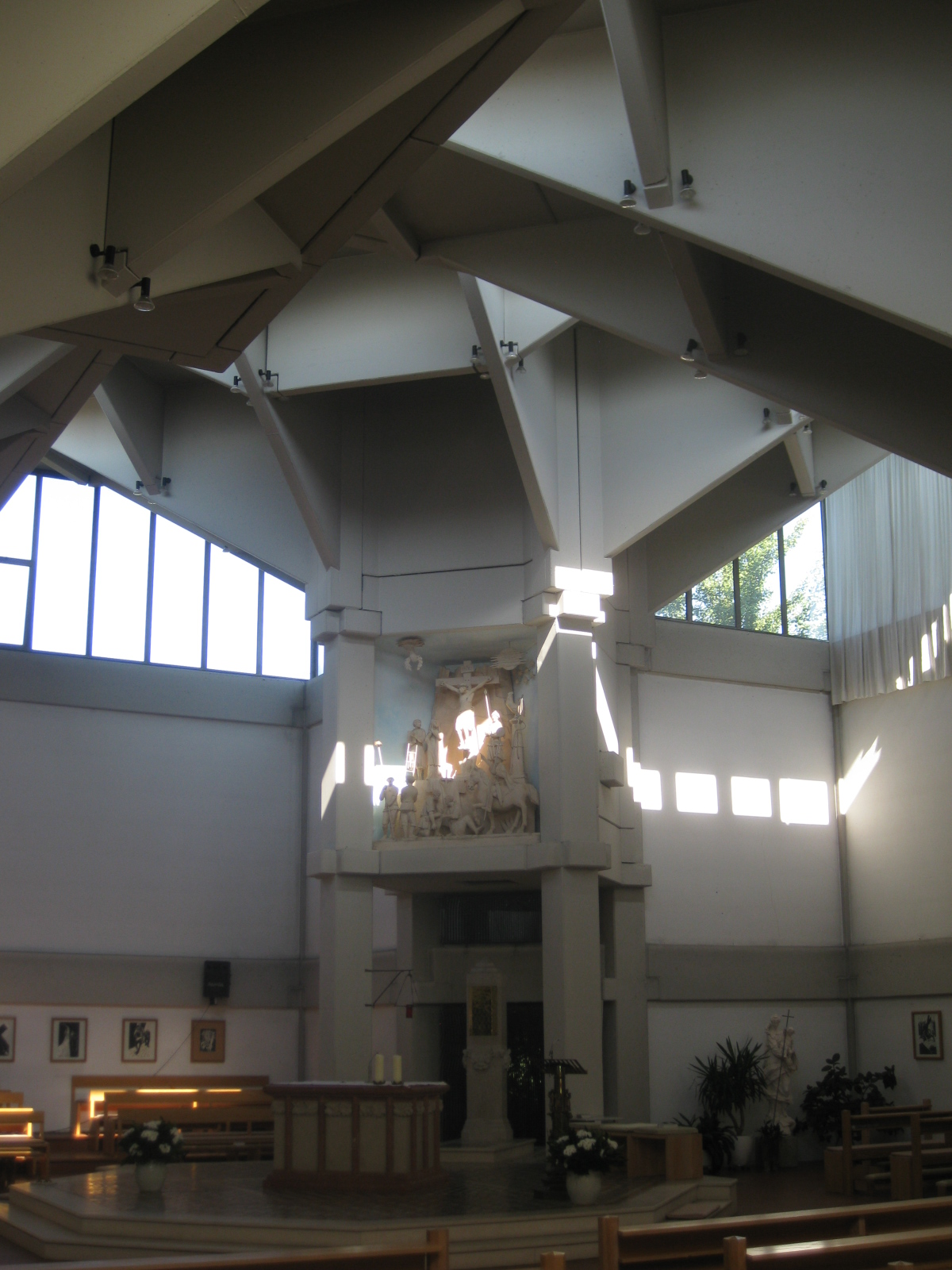
Innenraum Kirche Hl. Geist, Emsdetten

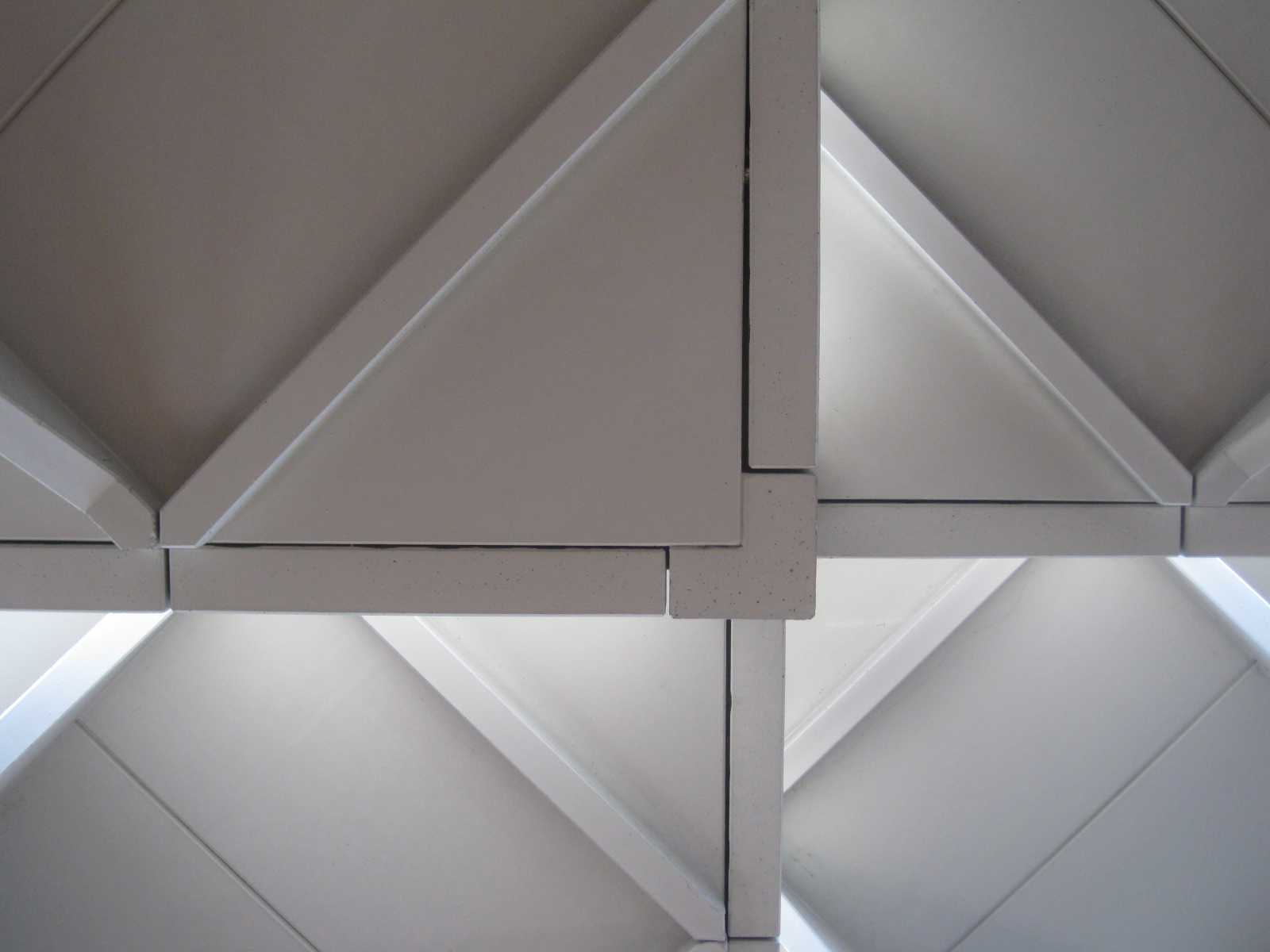
Deckenansicht Kirchenraum, Hl. Geist Emsdetten

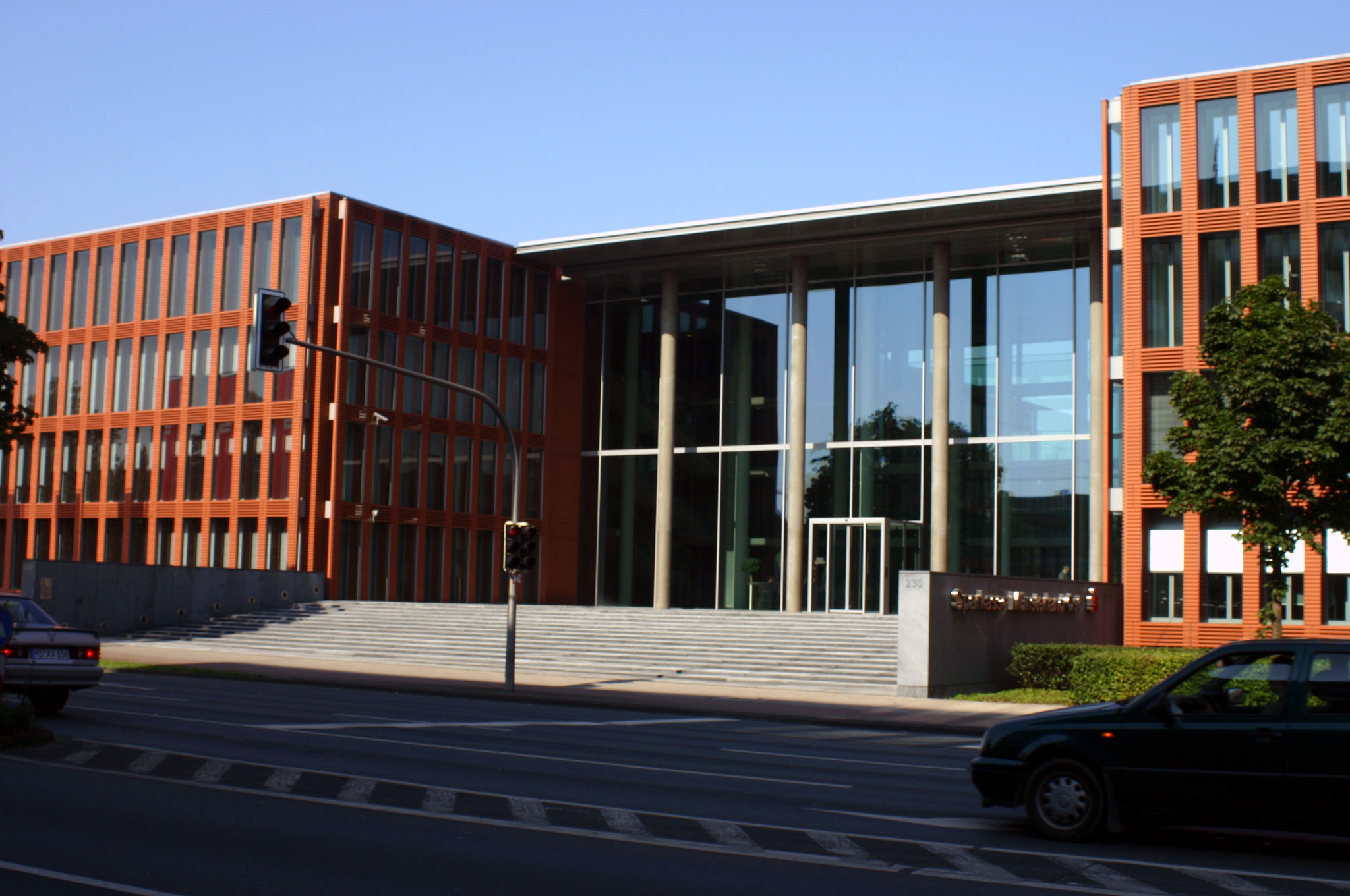
Portal der Sparkassenzentrale in Münster (Westfalen)

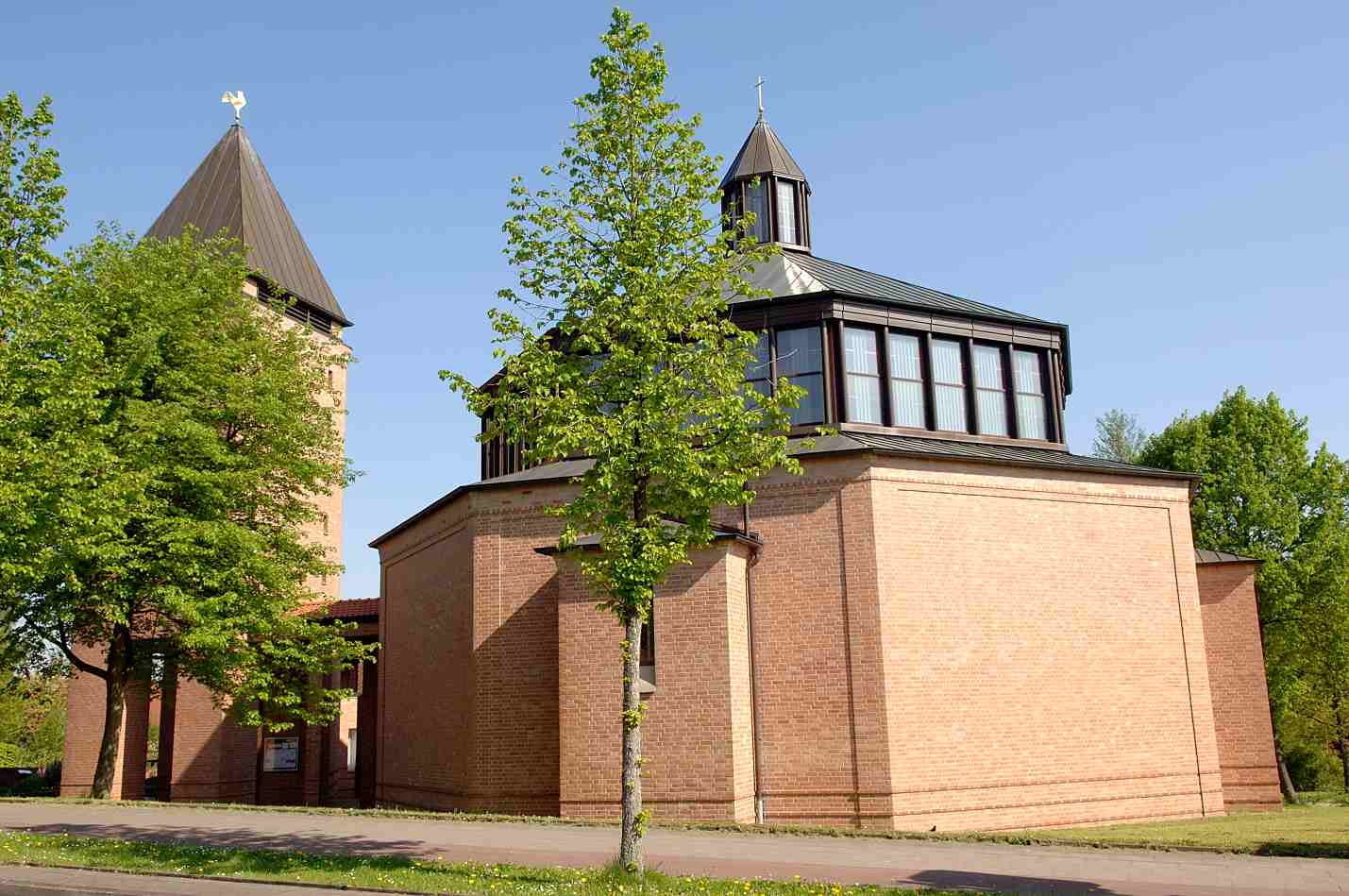
Heilig-Geist-Kirche in Bielefeld

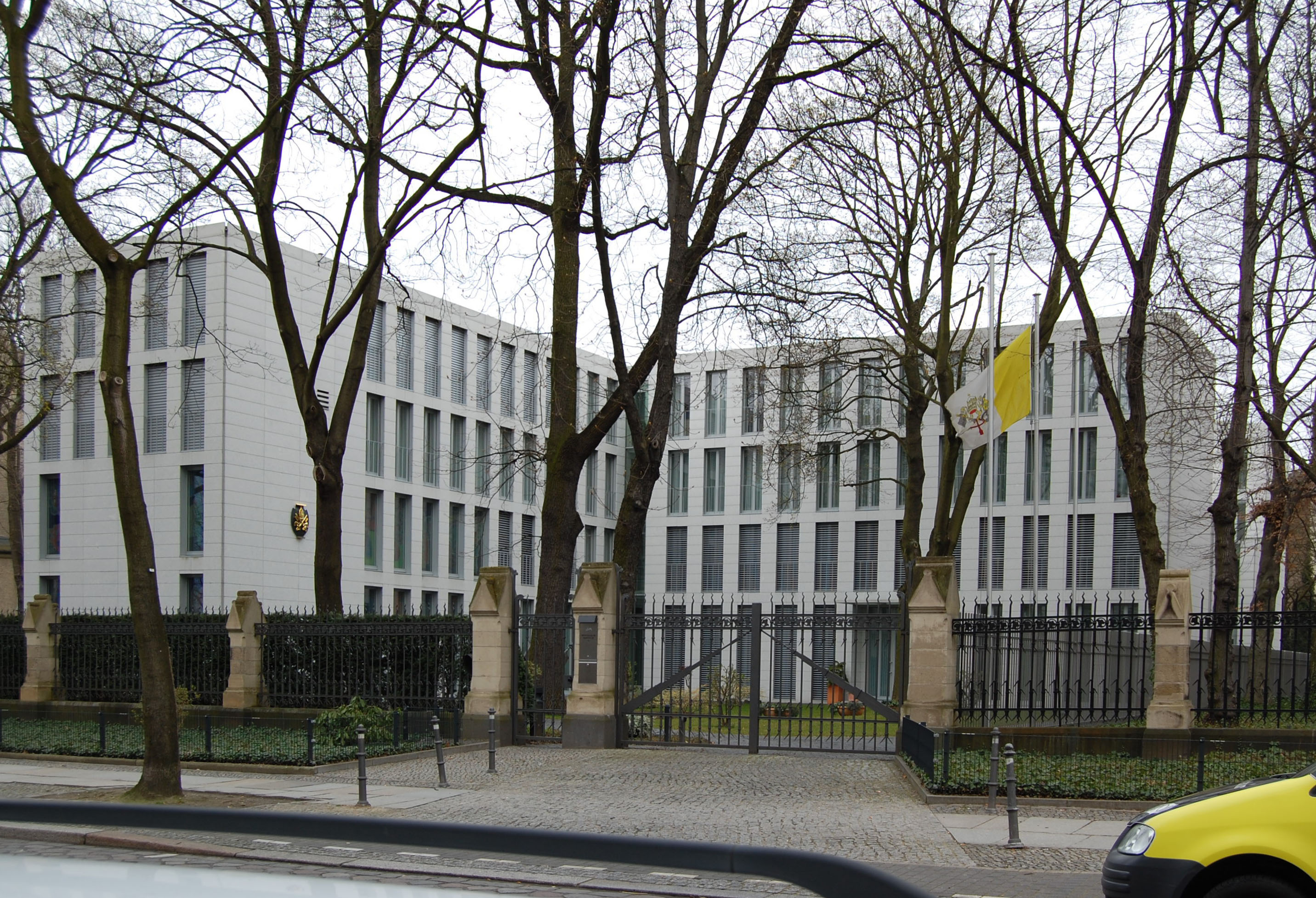
Apostolische Nuntiatur in Berlin

Dieter Georg Baumewerd (* 13. Juli 1932 in Braunsberg/Ostpreußen; † 19. Dezember 2015 in Münster) war ein deutscher Architekt, der vor allem durch Kirchenbauten bekannt wurde.

## Leben und Werk
Dieter Georg Baumewerd erlebte seine Kindheit in Frauenburg im Erzbistum Ermland. Dort wirkte sein Vater Wilhelm Baumewerd (1900–1962) als Dom- und Diözesanbaumeister. Nach der Flucht der Familie nach Münster und Malerlehre (1948–1951) arbeitete Dieter Georg Baumewerd als Malergeselle, machte eine Bauzeichnerlehre (1953–1955) im Architekturbüro seines Vaters und nahm anschließend das Studium der Baukunst an der Staatlichen Kunstakademie Düsseldorf auf.
Werklehre und Entwerfen studierte Baumewerd bei Hans Schwippert, Kirchen- und Städtebau bei Rudolf Schwarz. Er wurde dessen Meisterschüler und setzte sich mit dem Sakralbau auseinander. Zusammen mit Ludwig Tiepelmann und Paul Eling bearbeitete er den Entwurf von Rudolf Schwarz im Wettbewerb Schauspielhaus Düsseldorf (1960, 2. Rang). Nach dem Tod seines Vaters stellte er den Neubau des Oberverwaltungsgerichts Münster nach gewonnenem Wettbewerb (1958–1962) fertig und übernahm dessen Büro.
1963 gewann Baumewerd den Wettbewerb zum Neubau der Heilig-Geist-Kirche in Emmerich. 1965 wurde er mit dem Förderpreis für junge Künstler in der Sparte Architektur des Landes Nordrhein-Westfalen ausgezeichnet. 1966 schloss er die Bauarbeiten der Kirche ab, die er gemäß der Liturgiereform des  II. Vatikanischen Konzils (1962–1965) errichtete, mit dem Maler Fred Thieler, den Bildhauern Waldemar Kuhn (Kreuz) und Franz Rudolf Knubel (Portal) ausgestaltete.
Im Zuge der Bildungsreform in Nordrhein-Westfalen beteiligte sich Baumewerd an zahlreichen Schulwettbewerben. Er entwickelte zusammen mit dem Ingenieurbüro Appels ein flexibles Bausystem, das er in Partnerschaft mit Architekt Frisch für den Neubau der Ingenieurschule Steinfurt (1. Preis 1964, Realisierung 1965–1976) und des allgemeinen Hochschulverfügungszentrum der Universität Münster (1969–1971) einsetzte. Für die Außenanlagen und Parkplätze entwickelte er ein Gestaltungsraster aus Bäumen, Hecken und Wällen, das der Münsteraner Landschaftsarchitekt Heinz-Günther Schulten für die Landschaftsgestaltung in Berlin-Märkisches Viertel übernahm. Die Kunst am Bau setzte Baumewerd mit Harry Kramer um. 1969 gewann er den Wettbewerb für Kirche und Gemeindezentrum Heilig-Geist in Emsdetten, das er mit seinem Bausystem errichtete.
1971 folgte Baumewerd dem Ruf auf die Professur für Entwerfen und Innenraumgestaltung an die Fachhochschule Dortmund. Er setzte sich dort bis zu seiner Emeritierung 1997 für eine ganzheitliche Baukunst ein, die er nach 1975 u. a. in der 1982 abgebrannten und 1987 mit Paul Eling wiederaufgebauten Antoniuskirche in Kevelaer als fortgesetzte Baugeschichte deutete. In seinem Spätwerk schließt sich Baumewerd den Architekturauffassungen der neorationalistischen Berliner Schule an.
Von 1987 bis 1991 war Baumewerd Landesvorsitzender des Bundes Deutscher Architekten in Nordrhein-Westfalen und von 1987 bis 2001 Mitglied der Arbeitsgruppe für kirchliche Architektur und sakrale Kunst (AKASK) der Liturgiekommission der Deutschen Bischofskonferenz.  Er war Preisrichter im Wettbewerb zur Liturgischen Neuordnung der St.-Hedwigs-Kathedrale Berlin. Für seine Verdienste um den Kirchenbau wurde er mit dem Päpstlichen Gregoriusorden ausgezeichnet. Der in Köln ansässige Architekt Lukas Baumewerd ist sein Sohn.

## Bauten
- 1958–1965: Oberverwaltungsgericht in Münster[7]
- 1964–1970: Staatliche Ingenieurschule in Burgsteinfurt  (mit H.B. Frisch)
- 1966: Heilig-Geist-Kirche in Emmerich[8]
- 1966–1968: Wohnhaus Dr. Kemper in Münster
- 1970–1973: Heilig-Geist-Kirche mit Gemeindezentrum in Emsdetten (Kreis Steinfurt)[9]
- Heilig-Geist-Kirche mit Gemeindezentrum in Bielefeld
- 1981–1982: Pfarrzentrum St Mauritius in Ibbenbüren
- 1983–1987: Wiederaufbau der St.-Antonius-Kirche in Kevelaer
- 1985–1988: St.-Antonius-Kirche in Bedburg-Hau (Kreis Kleve)
- 1991–1997: St.-Antonius-Kirche in Neukirchen-Vluyn (Kreis Wesel)
- 1992–1997: Altenwohnheim Marienstift Droste zu Hülshoff in Havixbeck (mit R. Hülsmann)
- 1993–1996: Gemeindehaus Paul-Gerhardt in Haltern
- 1994–1998: Altenwohnheim Kloster zum Hl. Kreuz in Freckenhorst
- 1995–1999: St.-Christopherus-Kirche mit Gemeindezentrum in Westerland auf Sylt
- 1996–2002: St.-Johannis-Baptist-Kirche mit Pfarrheim in Leopoldshöhe (Kreis Lippe)
- 1997: Sanierung St. Johannes in Oelde
- 1997–2001: Sparkassenzentrale Münster
- 1998–2001: Apostolische Nuntiatur in Berlin[10]
- 2001–2010: Stiftsmuseum und -bibliothek in Xanten
- 2000–2002: Kanzleigebäude der Deutschen Botschaft in Santiago de Chile
- Wohnhaus Fiege
- 2003–2004: Museum Abtei Liesborn Auszeichnung guter Bauten 2006/2007 (BDA Münster - Münsterland), Auszeichnung Vorbildlicher Bauten in Nordrhein-Westfalen 2005 (Land NRW/Architektenkammer NRW)[11]
- 2003–2005: Erweiterungsbauten für das St. Anna-Hospital in Herne
- 2011: Anbau für die Präsentation des Telgter Hungertuches in Telgte
- 1989–1995: Umnutzung von St. Maximin in Trier (mit Gottfried Böhm und Alois Peitz)
- Städtisches Museum an der Porta Nigra in Trier (mit Lukas Baumewerd)
- Deutsche Botschaft in Paris (mit Eugen Jagiela)